# David Pogue
Pour les articles homonymes, voir Pogue.
David Pogue est un journaliste américain né le 9 mars 1963 à Shaker Heights, Ohio. Il est le spécialiste des nouvelles technologies au New York Times, CBS News Sunday Morning (en) et Scientific American. Il a animé le Nova ScienceNow (en) sur PBS
Il a également écrit ou coécrit 7 livres dans la collection pour les nuls.

## Publications

### Littérature technique
- (en) David Pogue et Scott Speck (préf. Zarin Mehta), Classical Music for Dummies, Foster City, CA, IDG Books Worldwide, coll. « For Dummies », 1997, 384 p. (ISBN 978-0-7645-5009-6)
- (en) David Pogue et Adam C. Engst, Crossing Platforms : A Macintosh/Windows Phrasebook, 1999, 321 p. (ISBN 978-1-56592-539-7, lire en ligne)
- (en) David Pogue, CSS, Sebastopol, CA, O'Reilly Media, coll. « The Missing Manual », 2009, 558 p. (ISBN 978-0-596-80244-8)
- (en) David Pogue, David Pogue's Digital Photography, Sebastopol, CA, O'Reilly Media, coll. « The Missing Manual », 2009, 304 p. (ISBN 978-0-596-15403-5)
- (en) David Pogue, The Flat-Screen iMac for Dummies, Foster City, CA, IDG Books Worldwide, coll. « For Dummies », 2002, 408 p. (ISBN 978-0-7645-1663-4)
- (en) David Pogue, GarageBand, Sebastopol, CA, O'Reilly Media, coll. « The Missing Manual », 2004, 253 p. (ISBN 978-0-596-00695-2, lire en ligne)
- (en) David Pogue, GarageBand 2, Sebastopol, CA, O'Reilly Media, coll. « The Missing Manual », 2005, 257 p. (ISBN 978-0-596-10035-3, lire en ligne)
- (en) David Pogue, The Great Macintosh Easter Egg Hunt, 1998, 134 p. (ISBN 978-0-425-16006-0)
- (en) David Pogue, The iBook for Dummies, Foster City, CA, IDG Books Worldwide, coll. « For Dummies » (ISBN 978-0-7645-0647-5)
- (en) David Pogue, ILife '04, Sebastopol, CA, O'Reilly Media, coll. « The Missing Manual », 2004, 646 p. (ISBN 978-0-596-00694-5, lire en ligne)
- (en) David Pogue, ILife '05, Sebastopol, CA, O'Reilly Media, coll. « The Missing Manual », 2005, 724 p. (ISBN 978-0-596-10036-0, lire en ligne)
- (en) David Pogue, The iMac for Dummies, Foster City, CA, IDG Books Worldwide, coll. « For Dummies » (ISBN 978-0-7645-0495-2 et 0-7645-0495-9)
- (en) David Pogue, IMovie, Sebastopol, CA, O'Reilly Media, coll. « The Missing Manual », 2000, 373 p. (ISBN 978-1-56592-859-6 et 1-56592-859-8)
- (en) David Pogue, IMovie 2, Sebastopol, CA, O'Reilly Media, coll. « The Missing Manual », 2001, 402 p. (ISBN 978-0-596-00104-9)
- (en) David Pogue, IMovie 3 & iDVD, Sebastopol, CA, O'Reilly Media, coll. « The Missing Manual », 2003, 450 p. (ISBN 978-0-596-00507-8, lire en ligne)
- (en) David Pogue, IMovie 4 & iDVD, Sebastopol, CA, O'Reilly Media, coll. « The Missing Manual », 2004, 484 p. (ISBN 978-0-596-00693-8, lire en ligne)
- (en) David Pogue, IMovie HD & iDVD 5, Sebastopol, CA, O'Reilly Media, coll. « The Missing Manual », 2005, 516 p. (ISBN 978-0-596-10033-9, lire en ligne)
- (en) David Pogue, IMovie 6 & iDVD, Sebastopol, CA, O'Reilly Media, coll. « The Missing Manual », 2006, 499 p. (ISBN 978-0-596-52726-6, lire en ligne)
- (en) David Pogue, IMovie '08 & iDVD, Sebastopol, CA, O'Reilly Media, coll. « The Missing Manual » (ISBN 978-0-596-51619-2)
- (en) David Pogue, IMovie '09 & iDVD, Sebastopol, CA, O'Reilly Media, coll. « The Missing Manual » (ISBN 978-0-596-80141-0)
- (en) David Pogue, IMovie '11 & iDVD, Sebastopol, CA, O'Reilly Media, coll. « The Missing Manual », 2011, 517 p. (ISBN 978-1-4493-9327-4)
- (en) David Pogue, IPhoto, Sebastopol, CA, O'Reilly Media, coll. « The Missing Manual » (ISBN 978-0-596-00365-4)
- (en) David Pogue, IPhoto 2, Sebastopol, CA, O'Reilly Media, coll. « The Missing Manual », 2003, 336 p. (ISBN 978-0-596-00506-1, lire en ligne)
- (en) David Pogue, IPhoto 4, Sebastopol, CA, O'Reilly Media, coll. « The Missing Manual », 2004, 361 p. (ISBN 978-0-596-00692-1, lire en ligne)
- (en) David Pogue, IPhoto 5, Sebastopol, CA, O'Reilly Media, coll. « The Missing Manual », 2005, 388 p. (ISBN 978-0-596-10034-6, lire en ligne)
- (en) David Pogue, IPhoto 6, Sebastopol, CA, O'Reilly Media, coll. « The Missing Manual », 2006, 395 p. (ISBN 978-0-596-52725-9, lire en ligne)
- (en) David Pogue, IPhoto '08, Sebastopol, CA, O'Reilly Media, coll. « The Missing Manual », 2008, 407 p. (ISBN 978-0-596-51618-5, lire en ligne)
- (en) David Pogue, IPhoto '09, Sebastopol, CA, O'Reilly Media, coll. « The Missing Manual », 2009, 384 p. (ISBN 978-0-596-80144-1)
- (en) David Pogue, IPhoto '11, Sebastopol, CA, O'Reilly Media, coll. « The Missing Manual » (ISBN 978-1-4493-9323-6)
- (en) David Pogue, Mac OS 9, Sebastopol, CA, O'Reilly Media, coll. « The Missing Manual », 2000, 461 p. (ISBN 978-1-56592-857-2, lire en ligne)
- (en) David Pogue, Mac OS X, Sebastopol, CA, O'Reilly Media, coll. « The Missing Manual », 2002, 583 p. (ISBN 978-0-596-00082-0 et 0-596-00082-0)
- (en) David Pogue, Mac OS X Hints : Jaguar Edition, 2003, 461 p. (ISBN 978-0-596-00451-4, lire en ligne)
- (en) David Pogue, Macs for Dummies, Foster City, CA, IDG Books Worldwide, coll. « For Dummies », 1998, 432 p. (ISBN 978-0-7645-0398-6)
- (en) David Pogue et Joseph Schorr, Macworld Mac Secrets, 2001, 1301 p. (ISBN 978-0-7645-3415-7)
- (en) David Pogue, Magic for Dummies, Foster City, CA, IDG Books Worldwide, coll. « For Dummies », 1998, 416 p. (ISBN 978-0-7645-5101-7, lire en ligne)
- (en) David Pogue, The Microsloth Joke Book : A Satire, 1997, 154 p. (ISBN 978-0-425-16054-1)
- (en) David Pogue, More Macs for Dummies, Foster City, CA, IDG Books Worldwide, coll. « For Dummies » (ISBN 978-0-7645-0267-5)
- (en) David Pogue et Scott Speck, Opera for Dummies, Foster City, CA, IDG Books Worldwide, coll. « For Dummies », 1997, 384 p. (ISBN 978-0-7645-5010-2)
- (en) David Pogue, PalmPilot : The Ultimate Guide, 1999, 597 p. (ISBN 978-1-56592-600-4 et 1-56592-600-5)
- (en) David Pogue, Switching to the Mac, Sebastopol, CA, O'Reilly Media, coll. « The Missing Manual », 2003, 434 p. (ISBN 978-0-596-00452-1, lire en ligne)
- (en) David Pogue, Tales from the Tech Line : Hilarious Strange-But-True Stories from the Computer Industry's Technical-Support Hotlines, 1998, 127 p. (ISBN 978-0-425-16363-4)
- (en) David Pogue et Erfert Fenton, The Weird Wide Web (ISBN 978-0-614-26299-5)
- (en) David Pogue, Windows Me, Sebastopol, CA, O'Reilly Media, coll. « The Missing Manual », 2000, 413 p. (ISBN 978-0-596-00009-7, lire en ligne)
- (en) David Pogue, Windows Vista, Sebastopol, CA, O'Reilly Media, coll. « The Missing Manual », 2007, 827 p. (ISBN 978-0-596-52827-0, lire en ligne)
- (en) David Pogue, Windows Vista for Starters, Sebastopol, CA, O'Reilly Media, coll. « The Missing Manual », 2007, 408 p. (ISBN 978-0-596-52826-3, lire en ligne)
- (en) David Pogue, Windows XP Home Edition, Sebastopol, CA, O'Reilly Media, coll. « The Missing Manual », 2004, 612 p. (ISBN 978-0-596-00897-0, lire en ligne)
- (en) David Pogue, Windows XP Pro, Sebastopol, CA, O'Reilly Media, coll. « The Missing Manual », 2004, 689 p. (ISBN 978-0-596-00898-7)
- (en) David Pogue, The World According to Twitter, New York, Black Dog & Leventhal, 2009, 288 p. (ISBN 978-1-57912-827-2, OCLC 368029293)

### Fiction
- (en) David Pogue, Hard Drive : a novel, New York, Berkley Pub, 1993, 1re éd., 288 p. (ISBN 978-0-441-00255-9, OCLC 27833315)
- (en) David Pogue, Abby Carnelia's One and Only Magical Power, New York, Roaring Brook Press, 2010, 1re éd., 277 p. (ISBN 978-1-59643-384-7, OCLC 457152602)